# Abraham Joseph Reiss

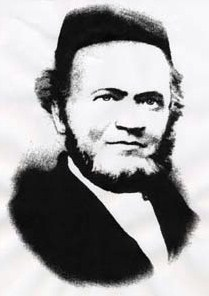
Abraham Joseph Reiss

Abraham Joseph Reiss, auch Reis, ab 1840 Abraham Rice (* 1802 in Gochsheim, Unterfranken; † 29. Oktober 1862 in Baltimore, Maryland, USA) war ein deutscher Talmud-Gelehrter, der erste offiziell eingesetzte Rabbiner in den USA und geistliches Oberhaupt der amerikanischen Juden.

## Leben
Er war der Sohn des Meir Reiss, seine Schwester war Blume Reiss. Reiss musste nach einem Unfall als Kleinkind zeitlebens hinken. Zur Zeit seiner Geburt gab es in Gochsheim eine orthodoxe israelitische Kultusgemeinde mit etwa 150 Mitgliedern. Neben einer Synagoge bestand eine jüdische Schule und eine Mikwe im Judenhof. Entsprechend orthodox wurde auch Reiss erzogen. Seine weitere orthodoxe Prägung erhielt er an der Würzburger Jeschiwa bei Oberrabbiner Abraham Bing, später studierte er an der Jeschiwa  in Fürth bei Rabbiner Wolf Hamburg. Als 30-Jähriger lehrte Reiss schon selbst als Professor für Talmud an der Jeschiwa in Zell am Main.
Dort traf er auch auf Rosalie Leucht (1812–1878), die Tochter des Schmuel (Samuel) Halevi Leucht, die er um 1835 heiratete. Kollegen und Förderer überredeten Reiss schließlich, nach Amerika auszuwandern, um dort als erster offiziell bestellter Oberrabbiner beim Aufbau israelitischer Kultusgemeinden zu helfen. Denn gerade zwischen 1825 und 1860 wuchs die jüdische Bevölkerung in den Vereinigten Staaten sehr schnell von nur 6.000 auf über 150.000.
Nach einer zweimonatigen Reise an Bord des erst im Jahr zuvor (1839) gebauten SS Sir Isaac Newton mit Ankunft am 25. Juli 1840 in New York City – seine Schwester Blume hatte das Ehepaar begleitet – fand Reiss nach eigenen Worten dort „chaotische Verhältnisse“ vor. Ungebildete hätten „die rabbinische Kappe auf dem Kopf“, ohne jemals den Talmud studiert zu haben. Da er von den New Yorker Juden nicht akzeptiert wurde, wollte er in Newport (Rhode Island) eine Gemeinde aufbauen, doch scheiterte er auch dort bald. Zurückgekehrt nach New York traf er dort auf den Deutschen Aaron Weglein, der Vorsitzender der Kongregation Nidchei Yisroel in Baltimore war. Weglein lud ihn ein, Rabbiner in Baltimore zu werden. Die dortige Gemeinde der Juden hatte damals 600 Mitglieder. Ende August 1840 traf Reiss als Abraham Rice in Baltimore ein. 1845 gründete er eine Judenschule, eine der ersten in Amerika.
Gemäß seiner strengen orthodoxen Ausbildung kämpfte er vehement gegen das aufkommende liberale Judentum und wurde deshalb von seinen Gemeindemitgliedern stark kritisiert. Er ging gegen Juden vor, die den Gesetzen des Sabbat zuwiderhandelten, und hielt an überlieferten Begräbnisritualen ebenso so fest wie am traditionellen Gebetsritus. An seinen früheren Lehrer Wolf Hamburger schrieb er nach Deutschland: „Das religiöse Leben in diesem Land liegt am Boden. Die meisten Menschen essen nicht koschere Nahrungsmittel und brechen öffentlich den Sabbat. Ich frage mich ernsthaft, ob es überhaupt erlaubt sein sollte, als Jude in diesem Land zu leben.“
Er entfremdete sich zunehmend von seinen Gemeindemitgliedern. Ein deutliches Zeichen dafür war, dass Moses Hutzler schließlich im Mai 1842 in seinem Haus mit reformgesinnter Juden den Har Sinai Verein nach Vorbild des Hamburger Tempelvereins gründete, eigene Gottesdienste im Haus abhielt und 1855 mit David Einhorn sogar einen eigenen Rabbiner einstellte.
Reiss sah sich schließlich nach acht Jahren (1849) gezwungen, sein Amt als Rabbiner aufzugeben. Er gründete allerdings seinen eigenen streng orthodoxen Gebetskreis. Für den eigenen Lebensunterhalt arbeitete er als Kurzwaren- und Lebensmittelhändler. Durch seine regelmäßigen Veröffentlichungen im jüdischen Monatsmagazin The Occident, dem ersten jüdischen Periodikum in den USA, blieb sein Name allerdings in jüdischen Kreisen der USA bekannt. Als geistliches Oberhaupt der amerikanischen Juden hatte er oft Rechtsfragen im Sinne der Halacha zu klären und gründete ein Beth Din. Damals (1850) gehörten neben Ehefrau Rosalie auch die Kinder Caroline (3), Fanny (6), Sarah (20) und Adoptivtochter Caroline (20) zu seinem Haushalt, andere waren schon im Kindesalter verstorben.
Im Jahr 1862 wurde er ein zweites Mal von seiner früheren Gemeinde zum Rabbiner berufen, doch nur fünf Monate nach seinem Amtsantritt starb Reiss an einem Herzinfarkt. Sein Grab auf dem jüdischen Friedhof in Baltimore wird noch heute nach 150 Jahren von orthodoxen Juden gern aufgesucht. Sein schriftlicher Nachlass ist heute in der Abraham Rice Collection der Jewish Theological Seminary Library in New York City archiviert.
Im Jahr 1871 schloss sich die Gemeinde Nidchei Yisroel endgültig dem Reformjudentum an. Reiss’ Ehefrau Rosalie lebte noch bis 1878 und erhielt eine Rente von 300 Dollar pro Jahr. Am 15. März 2010 trafen sich 50 Nachkommen des Ehepaares in Baltimore im Jewish Museum of Maryland, um des bekannten Rabbiners zu gedenken.

## Veröffentlichungen (Auswahl)
- The Messiah, in: The Occident, September 1843 (online)